# José Carlos Bernardo
José Carlos Bernardo, detto Zé Carlos (Juiz de Fora, 28 aprile 1945 – Belo Horizonte, 12 giugno 2018), è stato un calciatore brasiliano.

## Caratteristiche tecniche
Giocava come centrocampista; aveva tra i suoi punti forti i lanci per gli attaccanti, i calci di punizione e i falli tattici.

## Carriera

### Club
Iniziò nell Sport di Juiz de Fora; trasferitosi al Cruzeiro, diventò il giocatore con più presenze con la maglia del club, con 619 gare. Insieme a lui giocavano Piazza, Tostão e Dirceu Lopes, schierati poi in un "quadrato", modulo ideato dall'allenatore Gérson dos Santos, che permetteva di far giocare insieme giocatori simili. Nel 1977 si trasferì al Guarani, con cui vinse il IV Copa Brasil. Si ritirò nel 1983.

### Nazionale
Con la Nazionale di calcio del Brasile giocò 4 partite dal 1968 al 1975.

## Palmarès

### Competizioni statali
- Campionato Mineiro: 10

Cruzeiro: 1965, 1966, 1967, 1968, 1969, 1972, 1973, 1974, 1975, 1977

### Competizioni nazionali
- Taça Brasil: 1

Cruzeiro: 1966
- Campionato brasiliano: 1

Guarani: 1978

### Competizioni internazionali
- Coppa Libertadores: 1

Cruzeiro: 1976